# جائزة نادال
جائزة نادال للرواية (بالإسبانية: Premio Nadal)‏ هي جائزة أدبية بدأت في عام 1944. وتعد جائزة نادال أقدم جائزة أدبية عرفتها إسبانيا. يحصل الفائز فيها على 18.000 يورو. انضمت تلك الجائزة في أوائل التسعينيات إلى مجموعة بلانتا.

## تاريخها
جائزة نادال هي جائزة التي وضعها مجلة دستيونو في برشلونة (بالاسبانية: Destino) في عام 1944، تكريما لذكرى لها رئيس التحرير السابق، يوجينيو نادال غايا، الذي توفي في العام نفسه من دون الاضطرار إلى مواجهة 28 عاما. كان يوجينيو نادال أستاذ الأدب، وقالوا عنه أنه كتب كتابا بعنوان «مدن في إسبانيا»، وكان مؤلف العديد من المقالات والمواد.

## الفائزون بالجائزة
| السنة | الأديب | الأديب                     | العمل الفائز (العنوان بالإسبانية)                         |
| ----- | ------ | -------------------------- | --------------------------------------------------------- |
| 1944  |        | كارمن لافوريت              | لا شيء (Nada)                                             |
| 1945  |        | خوسيه فيليكس تابيا         | لقد عاد القمر (La Luna ha entrado en casa)                |
| 1946  |        | خوسيه ماريا خيرونييا       | رجل (Un hombre)                                           |
| 1947  |        | ميغيل ديليبس               | ظل السرو طويل (La sombra del ciprés es alargada)          |
| 1948  |        | سيباستيان خوان أربو        | على الحجارة الرمادية (Sobre las piedras grises)           |
| 1949  |        | خوسيه سواريث كارينيو       | الساعات الأخيرة (Las últimas horas)                       |
| 1950  |        | إلينا غيروغا               | ريح الشمال (Viento del Norte)                             |
| 1951  |        | لويس روميرو                | العجلة (La noria)                                         |
| 1952  |        | دولوريس ميديو              | نحن، آل ريفيرو (Nosotros, los Rivero)                     |
| 1953  |        | لويسا فوريلاد              | دائمًا في المصلى (Siempre en capilla)                      |
| 1954  |        | فرانثيسكو خوسيه ألكانترا   |                                                           |
| 1955  |        | رافاييل سانتشث فيرلوسيو    | نهر الخاراما                                              |
| 1956  |        | خوسيه لويس مارتين ديسكالثو | تخوم الرب (La frontera de Dios)                           |
| 1957  |        | كارمن مارتين غايتي         | بين الستائر (Entre visillos)                              |
| 1958  |        | خوسيه بيدال كاديّانس        | لم يكن لنا (No era de los nuestros)                       |
| 1959  |        | آنا ماريا ماتوته           | الذاكرة الأولى (Primera memoria)                          |
| 1960  |        | راميرو بينيّا               | النمل الأعمى (Ciegas hormigas)                            |
| 1961  |        | خوان أنطونيو باينو         | المسار (El curso)                                         |
| 1962  |        | خوسيه ماريا منديولا        | الموت بالرصاص (Muerte por fusilamiento)                   |
| 1963  |        | مانويل ميخيّا باييخو        | اليوم المحدد (El día señalado)                            |
| 1964  |        | ألفونسو مارتينيث غارّيدو    | الخوف والأمل (El miedo y la esperanza)                    |
| 1965  |        | إدواردو كاباييرو كالديرون  | الهمجي النبيل (El buen salvaje)                           |
| 1966  |        | بيثنتة سوتو                | الخطوة (La zancada)                                       |
| 1967  |        | خوسيه ماريا سانخوان        | لحن جنائزي لنا جميعًا (Réquiem por todos nosotros)         |
| 1968  |        | ألبارو كونكايرو            | رجل بدا وكأنه أوريست (Un hombre que se parecía a Orestes) |

### 1960-1980
- 1969 فرانثيسكو غارثيا بابون لعمله (الأخوات المتلونات)
- 1970 خيسوس فرنانديث سانتوس لعمله (كتاب ذكريات الأشياء)
- 1971 خيسوس ماريا ركينا لعمله (دماء متخثرة)
- 1972 خوسيه ماريا كاراسكال لعمله (غروفي)
- 1973 خوسيه أنطونيو غارثيا بلاثكيث لعمله (الشعائر)
- 1974 لويس غاسويا لعمله (قمة مونتايا)
- 1975 فرانثيسكو أومبرال لعمله (الحوريات)
- 1976 راؤل غيرا غاريدو لعمله (قراءة نادرة في «رأس المال»)
- 1977 خوسيه اسينخو سيدانو لعمله (حديث حول الحرب)
- 1978 خيرمان سانتشيث إسبيو لعمله (نرجس)
- 1979 كارلوس روخاس لعمله (الفارس العبقري الشاعر فيدريكو غارثيا لوركا يهبط إلى الجحيم)

### 1980-2000
- 1980 خوان رامون ثراغوثا لعمله (حفلة صاخبة)
- 1981 كارمن غوميث أوخيا لعمله (أغنية البُشرى)
- 1982 فرناندو ارابال لعمله (برج جَرَحَه الجدول)
- 1983 سلبادور غارثيا اغيلار لعمله (غَبْطة الإنسان)
- 1984 خوسيه لويس دي توماس غارثيا لعمله (الوجه الآخر للعقار)
- 1985 باو فانر لعمله (زهرة الملح)
- 1986 مانويل بيثنت لعمله (أنشودة قابيل)
- 1987 خوان خوسيه ساير لعمله (الحدث)
- 1988 خوان بيدرو أباريثيو لعمله (لوحات من الطعام)
- 1989 لم تُمنح لأحد
- 1990 خوان خوسيه مياس لعمله (هذه هي الوحدة)
- 1991 ألفريدو كونديه لعمله (الأيام الأخرى)
- 1992 أليخاندرو غاندرا لعمله (توقعات زائفة)
- 1993 رافاييل أرغولول لعمله (منطق الشرّ)
- 1994 روسا ريغاس (أزرق)
- 1995 إغناثيو كاريون لعمله (عبور الدانوب)
- 1996 بيدرو مايستريه لعمله (قَتْل الديناصورات بالمقلاع)
- 1997 كارلوس كانيكيه (مَنْ)
- 1998 لوثيا إيتشيباريا لعمله (بياتريث والأجساد السماوية)
- 1999 غوستابو مارتين غارثو لعمله (حكايات مارتا وفرناندو)

### 2000-2020
- 2000 لورينثو سيلبا لعمله الخيميائي الجزع El alquimista impaciente
- 2001 فرناندو مارياس لعمله أطفال العقداء El niño de los coroneles
- 2002 أنخيلا بالبي لعمله حالة الرغبة Los estados carenciales
- 2003 أندريس ترابييو لعمله أصدقاء الجريمة الكاملة Los amigos del crimen perfecto
- 2004 انطونيو سولير لعمله طريق الإنجليز El camino de los ingleses
- 2005 بيدرو ثارالوكي لعمله مسؤولية صعبة Un encargo difícil
- 2006 ادواردو لاغو لعمله ادعني بروكلين Llámame Brooklyn
- 2007 فيليبه بينيتث رييس لعمله سوق الوهم Mercado de espejismos
- 2008 فرانثيسكو كاسابيا لعمله ما أعرفه عن مصاصي الدماء Lo que sé de los vampiros
- 2009 ماروخا توريس لعمله انتظروني في السماء Esperadme en el cielo
- 2010 كلارا سانتشيث لعمله Lo que esconde tu nombre ما يخبيء اسمك [2]
- 2011 أليثيا خيمينث بارتليت لعمله حيث لا يجدك أحد Donde nadie te encuentre
- 2012 ألبارو بومبو for El temblor del héroe لعمله رجفة البطل [3]
- 2013 سيرخيو بيلا سانخوان Estaba en el aire لعمله كان في الهواء [4]
- 2014 كارمن اموراغا La vida era eso لعمله كانت هذه هي الحياة [5]
- 2015 خوسة س. باليس Cabaret Biarritz لعمله كباريه بياريتث [6]
- 2016: بيكتور ديل أربول عن عمله «عشية كل شيء تقريبا» (بالاسبانية:La víspera de casi todo).[7]